# Cerkiew Przemienienia Pańskiego w Gorlicach
Cerkiew Przemienienia Pańskiego w Gorlicach – cerkiew greckokatolicka w Gorlicach, w województwie małopolskim. Mieści się przy ulicy 11 Listopada. Należy do dekanatu krakowsko-gorlickiego.
Cerkiew mieści się przy założonym w 1983 klasztorze sióstr bazylianek. 2 grudnia 1984 zostało odprawione w niej pierwsze nabożeństwo przez arcybiskupa Jana Martyniaka. Wewnątrz świątyni znajduje się zamontowany w 1986 współczesny ikonostas wykonany przez pana Stefanowskiego. Przy świątyni znajduje się dzwonnica.